# سرعت (مجموعه تلویزیونی)
سرعت (انگلیسی: Speed) مجموعه تلویزیونی شش قسمتی ساخت بی‌بی‌سی با اجرای جرمی کلارکسون است که درباره‌ی تاریخچه وسایل حمل و نقل سریع، مانند هواگردها، قایق‌ها و خودروها است. این مجموعه برای نخستین بار در بریتانیا در سال ۲۰۰۱ از شبکه بی‌بی‌سی وان پخش شد.